# Сентиментальные судьбы
Сентиментальные судьбы (фр. Les destinées sentimentales) — франко-швейцарский мелодраматический фильм 2000 года, поставленный режиссером Оливье Ассаясом по одноименному роману Жака Шардонна 1934 года. Мировая премьера состоялась на 53-м Каннском международном кинофестивале, где фильм участвовал в основной конкурсной программе. В 2001 году лента была номинирована в 4-х категориях на соискание наград французской национальной кинопремии «Сезар».

## Сюжет
Действие фильма , основанного на одноимённом романе Жака Шардона, происходит в начале XX века. Эта история охватывает 30 лет жизни Жана, протестантского священника, который бросает свою жену ради Полины, племянницы одного из своих прихожан. Бросив церковную карьеру, он поселяется с ней в Швейцарии. После смерти дяди он переезжает в Лимож, где берет на себя управление семейным фарфоровым заводом.